# Haibach (powiat Straubing-Bogen)
Haibach – miejscowość i gmina w Niemczech, w kraju związkowym Bawaria, w rejencji Dolna Bawaria, w regionie Donau-Wald, w powiecie Straubing-Bogen. Leży około 20 km na północny wschód od Straubingu, przy linii kolejowej Cham – Straubing.

## Dzielnice
W skład gminy wchodzą następujące dzielnice: Elisabethszell, Haibach, Irschenbach, Landasberg, Prünstfehlburg.

## Demografia
| Rok  | Liczba mieszk. |
| ---- | -------------- |
| 1970 | 2120           |
| 1987 | 2084           |
| 2000 | 2162           |

## Oświata
(na 1999)

W gminie znajduje się 75 miejsc przedszkolnych (57 dzieci) oraz szkoła podstawowa (9 nauczycieli, 142 uczniów).